# Ефимов, Роман Юрьевич
Роман Юрьевич Ефимов (7 апреля 1976) — ЗМС, двукратный чемпион мира по спортивному ориентированию в эстафете.

## Биография
На Чемпионате Мира в Дании (Орхус) российская мужская команда в составе: Роман Ефимов, Андрей Храмов и Валентин Новиков впервые в российском истории завоевала золотую медаль в эстафете. Через год в Киеве мужская российская сборная команда смогла повторить свой успех в эстафете. Роман традиционно бежал на первом этапе.
В настоящее время (январь 2009) тренируется под руководством Кривоносова В. В. и Баландинского С. В.
Женат на Наталье Ефимовой (Коржовой) (призёр чемпионата Европы 2004 и 2008 в эстафете, победитель — 2012), сын Макар.